# Veľký Klíž
Veľký Klíž (prononciation slovaque : [ˈvɛʎkiː ˈkliːʃ], hongrois : Nagykolos [ˈnɒckoloʃ]) est un village de Slovaquie situé dans la région de Trenčín.

## Histoire

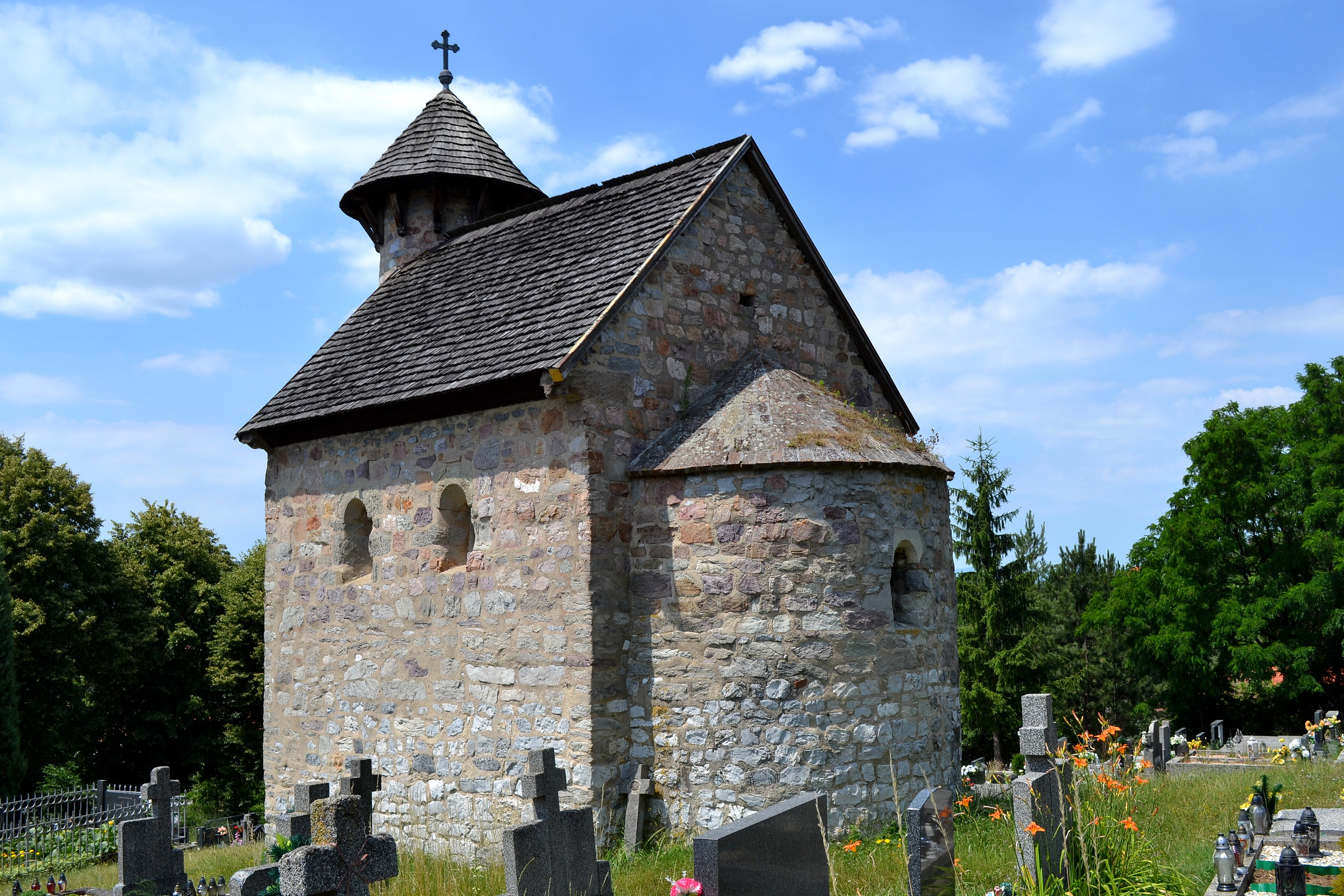
L’église Saint-Michel à Klížske Hradište

La première mention écrite du village date de 1244.

## Géographie
Veľký Klíž se situe à 9 km au sud de Partizánske, dans le nord des monts Tribeč.
La commune est constituée de deux hameaux : Veľký Klíž et Klížske Hradište.
| Brodzany, Turčianky           | Kolačno             | Veľké Uherce |
| Klátova Nová Ves, Ješkova Ves | Veľký Klíž          |              |
|                               | Žikava, Topoľčianky | Skýcov       |

## Démographie

### Évolution de la population
| Année:               | 1994. | 2004.    | 2014.   | 2024.   |
| -------------------- | ----- | -------- | ------- | ------- |
| Nombre de personnes: | 1018  | 916      | 894     | 845     |
| Différence:          |       | -10,01 % | -2,40 % | -5,48 % |

| Année:               | 2023. | 2024.   |
| -------------------- | ----- | ------- |
| Nombre de personnes: | 847   | 845     |
| Différence:          |       | -0,23 % |